# Trichaeta vigorsi
Trichaeta vigorsi är en fjärilsart som beskrevs av Moore 1859. Trichaeta vigorsi ingår i släktet Trichaeta och familjen björnspinnare. Inga underarter finns listade i Catalogue of Life.